# Cine Atenas
El Cine Atenas va ser una sala d'exhibició cinematogràfica ulbicada en el núm. 365 del carrer de Balmes, cruïlla amb l'avinguda del General Mitre, de Barcelona. Va ser inaugurat l'abril de 1960. Es va especialitzar en cinema per a tota la família, així com, a la dècada dels anys 80, en films doblats al català.